# Frunsenski Uniwermag

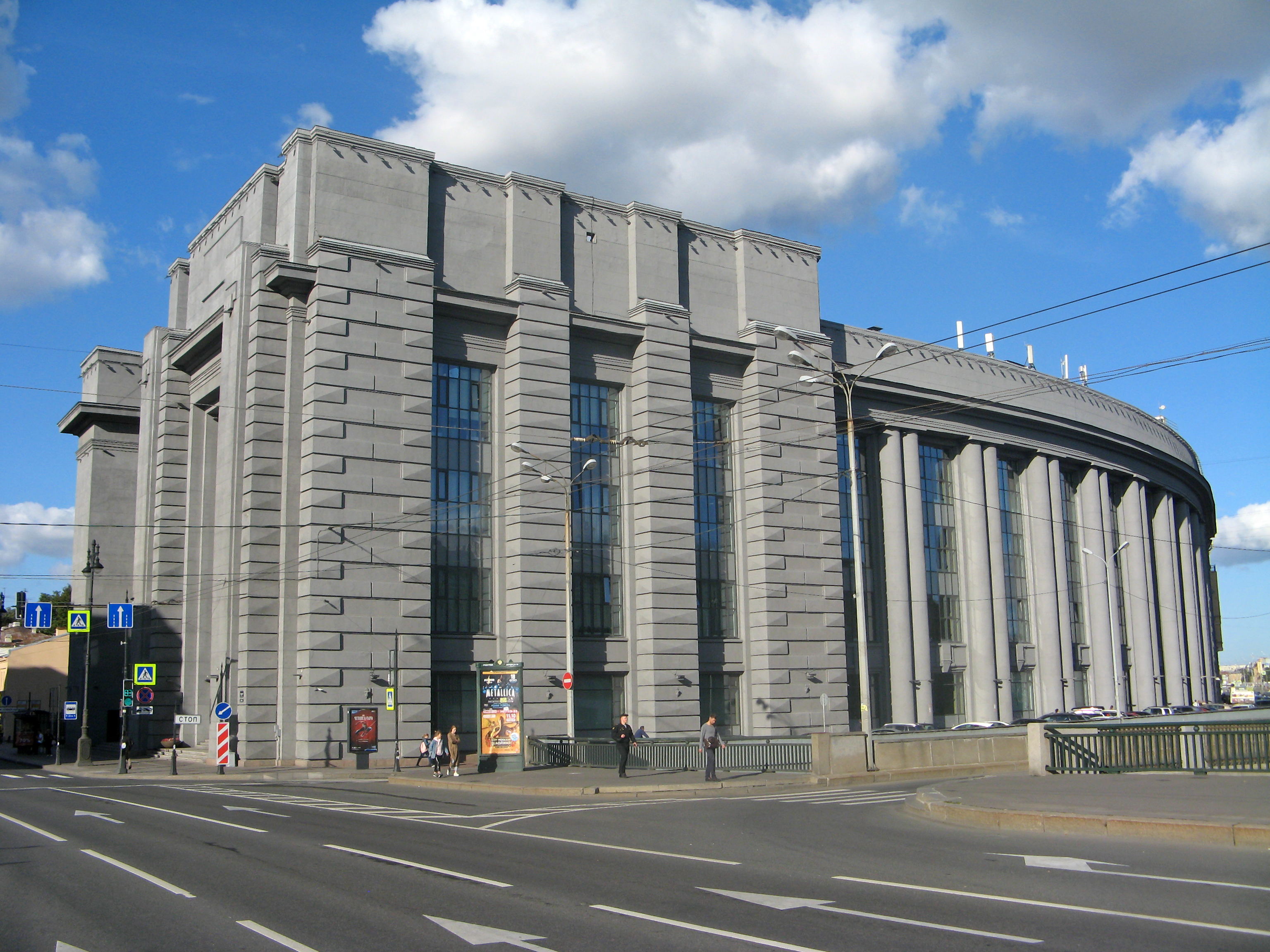
Warenhuis Frunsenski univermag, 2018

Frunsenski uniwermag was een warenhuis in Sint-Petersburg in Rusland. Het warenhuis was actief van 1938 tot 2007. 

## Geschiedenis
Het warenhuisgebouw werd tussen 1934 en 1938 gebouwd in de bouwstijl van de overgang van constructivisme naar socialistisch classicisme aan het Obvodny-kanaal en is een bepalend gebouw in het centrum van Sint-Petersburg. Het bestaat uit twee met elkaar verbonden constructies: een massief rechthoekig hoekgebouw en een langwerpige, licht convexe vleugel die de bocht van het kanaal volgt. Met het Dom sovetov en het Bontpaleis maakt het warenhuis Frunze deel uit van een gepland monumentaal ensemble aan de Moskovsky Prospect. De architecten waren Yevgeny Katonin, Leonti Katonin, Yevgeny Sokolov en K. Ioganson. 
Vanaf 1938 werd het gebouw gebruikt als warenhuis. Door bombardementen werd het gebouw in 1942 ernstig beschadigd, maar ondanks de oorlog werd de Frunsenski uniwermag in de zomer van 1944 gerestaureerd en heropend als warenhuis. Na een brand in 1988, waarbij het interieur van het gebouw grotendeels onherstelbaar verwoest werd, werd het in 1992 gedeeltelijk herbouwd en vanaf 1998 gedeeltelijk in gebruik genomen als warenhuis. Vanaf 2007 stond het gebouw leeg; wisselende eigenaren hadden andere gebruiksplannen. Vanaf 2014 is het pand van binnen volledig gerenoveerd en verbouwd tot verhuurbare kantoorruimte en in september 2015 heropend als bedrijfspand. Eerder werd de buitengevel uit 1938 in samenwerking met de staatsrestaurateurs van Sint-Petersburg in de oorspronkelijke staat hersteld door het opnieuw aanbrengen van de donkergrijze terrazzopleister die tijdens de bouw werd gebruikt. 
In 2001 nam het Comité voor staatsinspectie en bescherming van historische en culturele monumenten van Sint-Petersburg de Frunzenski uniwermag tijdelijk op in de lijst van nieuw geïdentificeerde culturele objecten en plaatste de gevel later onder bescherming als een architectonisch document van de overgang van constructivisme naar stalinistisch neoclassicisme. Sinds 2015 is het gehele gebouwencomplex een architectonisch monument. 